# Levi Andoh
Levi Leslie Andoh (Amsterdam, 12 maart 2000) is een Nederlands voetballer van Ghanese afkomst die doorgaans als verdediger speelt.

## Carrière
Levi Andoh werd geboren in Amsterdam als zoon van Ghanese ouders, maar verhuisde op zesjarige leeftijd naar Leicester. Hij speelde in de jeugd van Aston Villa FC. Na acht jaar vertrok hij hier en ging hij op proef bij Port Vale FC, Walsall FC en Wolverhampton Wanderers FC, maar dit leverde geen contract op. Zodoende kwam hij in het amateurvoetbal terecht, waar hij voor Cradley Town FC, Worcester City FC en Solihull United FC speelde. Ook speelde hij kort college football tijdens een studie in Canada. In 2019 kreeg Andoh na een proefperiode een contract vanaf januari 2020 tot juni 2021 aangeboden bij Ipswich Town FC, waar hij in het reserve-elftal speelde. In 2020 werd hij kortstondig verhuurd aan Lowestoft Town FC, maar nadat hij vier wedstrijden speelde, werd het seizoen stilgelegd vanwege de coronacrisis en keerde hij terug naar Ipswich. Hij maakte zijn debuut in het betaald voetbal voor Ipswich Town op 10 november 2020, in de met 2-0 verloren uitwedstrijd tegen Crawley Town FC in het toernooi om de Football League Trophy. Van medio september tot medio oktober 2021 was hij verhuurd aan Hereford.

### Statistieken
| Seizoen                    | Club                       | Land           | Competitie              | Competitie | Competitie | Beker | Beker | Totaal | Totaal |
| Seizoen                    | Club                       | Land           | Competitie              | Wed.       | Dlp.       | Wed.  | Dlp.  | Wed.   | Dlp.   |
| -------------------------- | -------------------------- | -------------- | ----------------------- | ---------- | ---------- | ----- | ----- | ------ | ------ |
| 2018/19                    | Cradley Town FC            | Engeland       | West Midlands L.        | 1          | 0          | 0     | 0     | 1      | 0      |
| 2018/19                    | Thompson Rivers University | Canada         | College Soccer          | 13         | 0          | 0     | 0     | 13     | 0      |
| 2018/19                    | Worcester City FC          | Engeland       | Midland Football League | 1          | 0          | 1     | 0     | 2      | 0      |
| 2019/20                    | Worcester City FC          | Engeland       | Midland Football League | 0          | 0          | 1     | 1     | 1      | 1      |
| 2019/20                    | Solihull United FC         | Engeland       | Midland FL D2           | ?          | ?          | ?     | ?     | ?      | ?      |
| 2019/20                    | Ipswich Town FC            | Engeland       | League One              | 0          | 0          | 0     | 0     | 0      | 0      |
| 2020/21                    | → Lowestoft Town FC        | Engeland       | Southern FL             | 3          | 0          | 1     | 0     | 4      | 0      |
| 2020/21                    | Ipswich Town FC            | Engeland       | League One              | 0          | 0          | 1     | 0     | 1      | 0      |
| Carrièretotaal             | Carrièretotaal             | Carrièretotaal | Carrièretotaal          | 18         | 0          | 4     | 1     | 22     | 1      |
| Bijgewerkt op 24 juli 2021 |                            |                |                         |            |            |       |       |        |        |